# Couso (Taramundi)
Couso (oficialmente y en asturiano: El Couso) es una casería de la parroquia de Veigas, concejo de Taramundi, en la comarca del Eo-Navia, Principado de Asturias, España.